# Liga Jovem da UEFA de 2016–17
A Liga Jovem da UEFA de 2016–17 é a 4ª edição da Liga Jovem da UEFA, uma competição de clubes de futebol organizada pela UEFA e disputada pelas equipes sub-19 dos 32 clubes qualificados para a fase de grupos da Liga dos Campeões da UEFA de 2016–17, aos quais se juntam os 32 campeões nacionais sub-19 dos 32 países melhor posicionados no ranking UEFA. O bicampeão Chelsea não se apurou, dado que nem venceu o campeonato inglês nem a equipa senior se apurou para Liga dos Campeões.

## Calendário
Todos os sorteios são realizados na sede da UEFA em Nyon na Suíça, exceto o sorteio para a fase de grupos que é realizado em Mónaco.
| Fase                           | Rodada           | Data do sorteio               | Partida de ida                                          | Partida de volta                                        |
| ------------------------------ | ---------------- | ----------------------------- | ------------------------------------------------------- | ------------------------------------------------------- |
| Fase de grupos                 | Primeira rodada  | 25 de agosto de 2016 (Mônaco) | 13–14 de setembro de 2016                               | 13–14 de setembro de 2016                               |
| Fase de grupos                 | Segunda rodada   | 25 de agosto de 2016 (Mônaco) | 27–28 de setembro de 2016                               | 27–28 de setembro de 2016                               |
| Fase de grupos                 | Terceira rodada  | 25 de agosto de 2016 (Mônaco) | 18–19 de outubro de 2016                                | 18–19 de outubro de 2016                                |
| Fase de grupos                 | Quarta rodada    | 25 de agosto de 2016 (Mônaco) | 1–2 de novembro de 2016                                 | 1–2 de novembro de 2016                                 |
| Fase de grupos                 | Quinta rodada    | 25 de agosto de 2016 (Mônaco) | 22–23 de novembro de 2016                               | 22–23 de novembro de 2016                               |
| Fase de grupos                 | Sexta rodada     | 25 de agosto de 2016 (Mônaco) | 6–7 de dezembro de 2016                                 | 6–7 de dezembro de 2016                                 |
| Caminho dos Campeões Nacionais | Primeira rodada  | 30 de agosto de 2016          | 27–28 de setembro de 2016                               | 18–19 de outubro de 2016                                |
| Caminho dos Campeões Nacionais | Segunda rodada   | 30 de agosto de 2016          | 1–2 de novembro de 2016                                 | 22–23 de novembro de 2016                               |
| Fase final                     | Play-offs        | 12 de dezembro de 2016        | 7–8 de fevereiro de 2017                                | 7–8 de fevereiro de 2017                                |
| Fase final                     | Oitavas de final | 10 de fevereiro de 2017       | 21–21 de fevereiro de 2017                              | 21–21 de fevereiro de 2017                              |
| Fase final                     | Quartas de final | 10 de fevereiro de 2017       | 7–8 de março de 2017                                    | 7–8 de março de 2017                                    |
| Fase final                     | Semifinais       | 10 de fevereiro de 2017       | 21 de abril de 2017 no Estádio Colovray em Nyon, França | 21 de abril de 2017 no Estádio Colovray em Nyon, França |
| Fase final                     | Final            | 10 de fevereiro de 2017       | 24 de abril de 2017 no Estádio Colovray em Nyon, França | 24 de abril de 2017 no Estádio Colovray em Nyon, França |

## Caminho da Liga dos Campeões da UEFA

### Grupo A
| Pos. | Equipe              | Pts | J | V | E | D | GP | GC | SG  |
| ---- | ------------------- | --- | - | - | - | - | -- | -- | --- |
| 1    | Paris Saint-Germain | 14  | 6 | 4 | 2 | 0 | 21 | 7  | +14 |
| 2    | Basel               | 10  | 6 | 3 | 1 | 2 | 11 | 9  | +2  |
| 3    | Arsenal             | 7   | 6 | 1 | 2 | 2 | 8  | 6  | +2  |
| 4    | Ludogorets Razgrad  | 2   | 6 | 0 | 1 | 5 | 6  | 18 | −12 |

|                     | PSG | ARS | BAS | LUD |
| ------------------- | --- | --- | --- | --- |
| Paris Saint-Germain |     | 0–0 | –   | –   |
| Arsenal             | –   |     | 1–2 | –   |
| Basel               | –   | –   |     | 1–0 |
| Ludogorets Razgrad  | 1–8 | –   | –   |     |

| 13 de setembro de 2016 | Basel               | 1 – 0     | Ludogorets Razgrad | Leichtathletik Stadion St. Jakob, Basileia |
| 16:00                  | Pedro Pacheco 90+1' | Relatório |                    | Árbitro: SVK Boris Marhefka                |

| 13 de setembro de 2016 | Paris Saint-Germain | 0 – 0     | Arsenal | Stade Georges-Lefèvre, Saint-Germain-en-Laye |
| 18:00                  |                     | Relatório |         | Árbitro: BEL Jonathan Lardot                 |

| 28 de setembro de 2016 | Ludogorets Razgrad | 1 – 8     | Paris Saint-Germain                                                      | Georgi Asparuhov Stadion, Sófia |
| 15:00                  | Aleksandrov 38'    | Relatório | Essende 9', 32' · Weah 29', 48', 85' · Nkunku 39', 79' (pen) · Diaby 88' | Árbitro: ROU Radu Petrescu      |

| 28 de setembro de 2016 | Arsenal      | 1 – 2     | Basel                             | Meadow Park, Borehamwood  |
| 15:00                  | Dragomir 55' | Relatório | Cümart 40' · Manzambi 90+4' (pen) | Árbitro: NIR Tim Marshall |

| 19 de outubro de 2016 | Arsenal                            | 3 – 0     | Ludogorets Razgrad | Meadow Park, Borehamwood    |
| 15:00                 | Nelson 3' · Nketiah 81' (pen), 87' | Relatório |                    | Árbitro: DEN Anders Poulsen |

| 19 de outubro de 2016 | Paris Saint-Germain                                  | 4 – 1     | Basel        | Stade Georges-Lefèvre, Saint-Germain-en-Laye |
| 15:00                 | Dembélé 35' · Diaby 47' · Giacomini 74' · Nkunku 87' | Relatório | Manzambi 76' | Árbitro: MNE Nikola Dabanović                |

| 1 de novembro de 2016 | Ludogorets Razgrad | 1 – 1     | Arsenal    | Georgi Asparuhov Stadion, Sófia         |
| 14:00                 | P. Petrov 73'      | Relatório | Nelson 33' | Árbitro: GRE Charalambos Kalogeropoulos |

| 1 de novembro de 2016 | Basel                   | 2 – 3     | Paris Saint-Germain         | Leichtathletik Stadion St. Jakob, Basileia |
| 16:00                 | Liechti 16' · Heric 47' | Relatório | Diaby 40' · Nkunku 76', 80' | Árbitro: LVA Aleksandrs Anufrijevs         |

| 22 de novembro de 2016 | Ludogorets Razgrad | 0 – 4     | Basel                                            | Georgi Asparuhov Stadion, Sófia |
| 14:00                  |                    | Relatório | Rashiti 37', 53', 84' (pen) · Manzambi 61' (pen) | Árbitro: MLT Fyodor Zammit      |

| 22 de novembro de 2016 | Arsenal                   | 2 – 2     | Paris Saint-Germain         | Meadow Park, Borehamwood   |
| 15:00                  | Mavididi 40' (pen), 90+2' | Relatório | Bernede 17' · Eboa Eboa 83' | Árbitro: SCO Andrew Dallas |

| 6 de dezembro de 2016 | Paris Saint-Germain | 4 – 1     | Ludogorets Razgrad |  |
| 15:00                 | {                   | Relatório |                    |  |

| 6 de dezembro de 2016 | Basel | 1 – 1     | Arsenal | Leichtathletik Stadion St. Jakob, Basileia |
| 16:00                 |       | Relatório |         |                                            |

### Grupo B
| Pos. | Equipe         | Pts | J | V | E | D | GP | GC | SG |
| ---- | -------------- | --- | - | - | - | - | -- | -- | -- |
| 1    | Dínamo de Kiev | 16  | 6 | 5 | 1 | 0 | 16 | 7  | +9 |
| 2    | Benfica        | 10  | 6 | 3 | 1 | 2 | 8  | 6  | +4 |
| 3    | Napoli         | 4   | 6 | 1 | 1 | 4 | 8  | 11 | -7 |
| 4    | Beşiktaş       | 3   | 6 | 0 | 3 | 3 | 6  | 12 | −4 |

|                | SLB | NAP | DK  | BES |
| -------------- | --- | --- | --- | --- |
| Benfica        |     | –   | –   | 0–0 |
| Napoli         | 2–3 |     | –   | –   |
| Dínamo de Kiev | –   | 4–1 |     | –   |
| Beşiktaş       | –   | –   | 3–3 |     |

| 13 de setembro de 2016 | Dínamo de Kiev                                   | 4 – 1     | Napoli       | Dínamo Lobanovsky, Kiev    |
| 13:00                  | Rusyn 50', 77' · Mykhaylichenko 54' · Lednev 81' | Relatório | Alibekov 25' | Árbitro: CRO Tihomir Pejin |

| 13 de setembro de 2016 | Benfica | 0 – 0     | Beşiktaş | Benfica Campus, Seixal          |
| 16:00                  |         | Relatório |          | Árbitro: POL Bartosz Frankowski |

| 28 de setembro de 2016 | Beşiktaş                               | 3 – 3     | Dínamo de Kiev                        | Yusuf Ziya Önis, Istambul |
| 13:00                  | Öztürk 3' · Abay 24' · Enes Durmuş 40' | Relatório | Lednev 59' · Yanakov 66' · Akıncı 69' | Árbitro: ALB Enea Jorgji  |

| 28 de setembro de 2016 | Napoli             | 2 – 3     | Benfica                                       | P. Ianiello, Frattamaggiore |
| 16:00                  | De Simone 79', 85' | Relatório | Félix 24' · Soares 55' (pen) · Florentino 86' | Árbitro: SUI Alain Bieri    |

| 19 de outubro de 2016 | Dínamo de Kiev            | 2 – 1     | Benfica           | Dínamo Lobanovsky, Kiev   |
| 13:00                 | Yanakov 20' · Buletsa 57' | Relatório | Mésaque Djú 90+3' | Árbitro: HUN Sandor Szabo |

| 19 de outubro de 2016 | Napoli                  | 2 – 2     | Beşiktaş                                    | P. Ianiello, Frattamaggiore |
| 14:00                 | Russo 35' · Liguori 85' | Relatório | Alpay Çelebi 28' · Muhammed Enes Durmuş 59' | Árbitro: BIH Edin Jakupović |

| 1 de novembro de 2016 | Beşiktaş | 0 – 1     | Napoli          | Yusuf Ziya Önis, Istambul |
| 12:00                 |          | Relatório | Negro 12' (pen) | Árbitro: ISR Erez Papir   |

| 1 de novembro de 2016 | Benfica | 1 – 2     | Dínamo de Kiev | Benfica Campus, Seixal |
| 16:00                 |         | Relatório |                |                        |

| 23 de novembro de 2016 | Beşiktaş | 0 – 3     | Benfica | Yusuf Ziya Önis, Istambul |
| 13:00                  |          | Relatório |         |                           |

| 23 de novembro de 2016 | Napoli | 0 – 2     | Dínamo de Kiev | P. Ianiello, Frattamaggiore |
| 14:00                  |        | Relatório |                |                             |

| 6 de dezembro de 2016 | Dínamo de Kiev | 3 – 1     | Beşiktaş | Dínamo Lobanovsky, Kiev |
| 13:00                 |                | Relatório |          |                         |

| 6 de dezembro de 2016 | Benfica | 2 – 0     | Napoli | Benfica Campus, Seixal |
| 16:00                 |         | Relatório |        |                        |

### Grupo C
| Pos. | Equipe                   | Pts | J | V | E | D | GP | GC | SG |
| ---- | ------------------------ | --- | - | - | - | - | -- | -- | -- |
| 1    | Barcelona                | 15  | 6 | 3 | 0 | 0 | 8  | 1  | +7 |
| 2    | Manchester City          | 12  | 6 | 1 | 0 | 0 | 4  | 1  | +3 |
| 3    | Borussia Mönchengladbach | 7   | 6 | 0 | 0 | 1 | 1  | 2  | −1 |
| 4    | Celtic                   | 4   | 6 | 1 | 1 | 4 | 7  | 15 | −8 |

|                          | BAR | MC  | MON | CEL |
| ------------------------ | --- | --- | --- | --- |
| Barcelona                |     | –   | –   | 2–1 |
| Manchester City          | –   |     | 4–1 | –   |
| Borussia Mönchengladbach | 1–3 | –   |     | –   |
| Celtic                   | –   | 0–4 | –   |     |

| 13 de setembro de 2016 | Barcelona                  | 2 – 1     | Celtic        | Mini Estadi, Barcelona      |
| 16:00                  | Pérez 3' · Guillemenot 64' | Relatório | Aitchison 72' | Árbitro: POR Fabio Verssimo |

| 13 de setembro de 2016 | Manchester City                                  | 4 – 1     | Borussia Mönchengladbach | Mini-Stadium, Manchester         |
| 16:00                  | Nmecha 6' (pen), 10' · Hanraths 58' · Sancho 78' | Relatório | Yosef 75'                | Árbitro: ISL Gunnar Jarl Jónsson |

| 28 de setembro de 2016 | Borussia Mönchengladbach | 1 – 3     | Barcelona                                          | Fohlenplatz, Mönchengladbach |
| 14:00                  | Schikowski 45+1'         | Relatório | García Beltrán 9' · Guillemenot 39' · Mboula 90+1' | Árbitro: FRA Benoît Millot   |

| 28 de setembro de 2016 | Celtic | 0 – 4     | Manchester City                                        | Cappielow Park, Greenock    |
| 18:00                  |        | Relatório | Dilrosun 25' · Kongolo 32' · Buckley-Ricketts 71', 89' | Árbitro: BEL Bart Vertenten |

| 19 de outubro de 2016 | Celtic       | 1 – 1     | Borussia Mönchengladbach | Cappielow Park, Greenock     |
| 15:00                 | Johnston 22' | Relatório | Jahn 57'                 | Árbitro: IRL Paul Mclaughlin |

| 19 de outubro de 2016 | Barcelona | 1 – 0     | Manchester City | Mini Estadi, Barcelona      |
| 16:00                 | Pérez 86' | Relatório |                 | Árbitro: SUI Sandro Schärer |

| 1 de novembro de 2016 | Borussia Mönchengladbach                | 1 – 2     | Celtic           | Fohlenplatz, Mönchengladbach  |
| 14:00                 | Schikowski 21', 28', 31' · Hanraths 83' | Relatório | Hendry 12' (pen) | Árbitro: MNE Nikola Dabanović |

| 1 de novembro de 2016 | Manchester City | 0 – 2     | Barcelona | Mini-Stadium, Manchester   |
| 18:00                 |                 | Relatório |           | Árbitro: NIR Arnold Hunter |

| 23 de novembro de 2016 | Borussia Mönchengladbach | 1 – 2     | Manchester City | Fohlenplatz, Mönchengladbach |
|                        |                          | Relatório |                 |                              |

| 23 de novembro de 2016 | Celtic | 1 – 4     | Barcelona | Cappielow Park, Greenock |
|                        |        | Relatório |           |                          |

| 6 de dezembro de 2016 | Barcelona | 1 – 2     | Borussia Mönchengladbach | Mini Estadi, Barcelona |
|                       |           | Relatório |                          |                        |

| 6 de dezembro de 2016 | Manchester City | 3 – 2     | Celtic | Mini-Stadium, Manchester |
|                       |                 | Relatório |        |                          |

### Grupo D
| Pos. | Equipe             | Pts | J | V | E | D | GP | GC | SG |
| ---- | ------------------ | --- | - | - | - | - | -- | -- | -- |
| 1    | PSV Eindhoven      | 13  | 6 | 2 | 0 | 0 | 7  | 3  | +4 |
| 2    | Atlético de Madrid | 11  | 6 | 1 | 1 | 0 | 6  | 0  | +6 |
| 3    | Bayern de Munique  | 10  | 6 | 0 | 1 | 1 | 1  | 3  | −2 |
| 4    | Rostov             | 0   | 6 | 0 | 0 | 2 | 2  | 10 | −8 |

|                    | BAY | ATL | PSV | ROS |
| ------------------ | --- | --- | --- | --- |
| Bayern de Munique  |     | –   | –   | 4–1 |
| Atlético de Madrid | 1–3 |     | –   | –   |
| PSV Eindhoven      | –   | 0–0 |     | –   |
| Rostov             | –   | –   | 0–6 |     |

| 13 de setembro de 2016 | Bayern de Munique                                       | 4 – 2     | Rostov            | Grünwalder Stadion, Munique   |
|                        | Shabani 17' · Friedl 43', 77' (pen) · Crnički 87' (pen) | Relatório | Solovyev 37', 90' | Árbitro: DEN Jørgen Burchardt |

| 13 de setembro de 2016 | PSV Eindhoven | 0 – 0     | Atlético de Madrid | Sportcomplex de Herdgang, Eindhoven |
| 16:00                  |               | Relatório |                    | Árbitro: CZE Petr Ardeleanu         |

| 28 de setembro de 2016 | Rostov | 0 – 6     | PSV Eindhoven                                                                    | Lokomotiv Stadion, Bataysk  |
| 12:00                  |        | Relatório | Rigo 7', 11' (pen) · Daneels 22' · Sukhomlinov 30' · Scamacca 49' · Sviridov 60' | Árbitro: GEO Lasha Silagava |

| 28 de setembro de 2016 | Atlético de Madrid | 1 – 3     | Bayern de Munique                     | Ciudad Deportiva Cerro Del Espino, Majadahonda |
| 16:00                  | Isherwood 72'      | Relatório | Tillman 4' · Crnički 60' · Fein 90+3' | Árbitro: ENG Robert Madley                     |

| 19 de outubro de 2016 | Rostov    | 1 – 3     | Atlético de Madrid                               | Lokomotiv Stadion, Bataysk    |
| 12:00                 | Veber 64' | Relatório | Neskoromny 45+1' · Ballesteros 62' · Salomón 83' | Árbitro: SRB Srdjan Jovanović |

| 19 de outubro de 2016 | Bayern de Munique | 0 – 2     | PSV Eindhoven | Grünwalder Stadion, Munique |
| 18:00                 |                   | Relatório |               |                             |

| 1 de novembro de 2016 | Atlético de Madrid | 1 – 0     | Rostov | Ciudad Deportiva Cerro Del Espino, Majadahonda |
| 16:00                 |                    | Relatório |        |                                                |

| 1 de novembro de 2016 | PSV Eindhoven | 2 – 0     | Bayern de Munique | Sportcomplex de Herdgang, Eindhoven |
| 16:00                 |               | Relatório |                   |                                     |

| 23 de novembro de 2016 | Rostov | 0 – 1     | Bayern de Munique | Lokomotiv Stadion, Bataysk |
| 12:00                  |        | Relatório |                   |                            |

| 23 de novembro de 2016 | Atlético de Madrid | 2 – 0     | PSV Eindhoven | Ciudad Deportiva Cerro Del Espino, Majadahonda |
| 16:00                  |                    | Relatório |               |                                                |

| 6 de dezembro de 2016 | Bayern de Munique | 1 – 1     | Atlético de Madrid | Grünwalder Stadion, Munique |
| 14:00                 |                   | Relatório |                    |                             |

| 6 de dezembro de 2016 | PSV Eindhoven | 6 – 0     | Rostov | Sportcomplex de Herdgang, Eindhoven |
| 16:00                 |               | Relatório |        |                                     |

### Grupo E
| Pos. | Equipe           | Pts | J | V | E | D | GP | GC | SG |
| ---- | ---------------- | --- | - | - | - | - | -- | -- | -- |
| 1    | CSKA Moscou      | 13  | 6 | 2 | 0 | 0 | 5  | 3  | +2 |
| 2    | Monaco           | 12  | 6 | 1 | 0 | 1 | 3  | 3  | 0  |
| 3    | Bayer Leverkusen | 6   | 6 | 1 | 0 | 1 | 4  | 4  | 0  |
| 4    | Tottenham        | 4   | 6 | 0 | 0 | 2 | 4  | 6  | −2 |

|                  | CSKA | BL  | TOT | ASM |
| ---------------- | ---- | --- | --- | --- |
| CSKA Moscou      |      | –   | 3–2 | –   |
| Bayer Leverkusen | 2–1  |     | –   | –   |
| Tottenham        | –    | –   |     | 2–3 |
| Monaco           | –    | 2–1 | –   |     |

| 14 de setembro de 2016 | Bayer Leverkusen         | 2 – 1     | CSKA Moscou      | Ulrich Haberland Stadion, Leverkusen |
| 14:00                  | Rhein 28' · Akkaynak 39' | Relatório | Pukhov 35' (pen) | Árbitro: LTU Sergejus Slyva          |

| 14 de setembro de 2016 | Tottenham                         | 2 – 3     | Monaco                       | Tottenham Training Centre, Enfield |
| 15:00                  | Shashoua 24' · Harrison 78' (pen) | Relatório | Walkes 7' · Cardona 43', 62' | Árbitro: SCO Andrew Dallas         |

| 27 de setembro de 2016 | CSKA Moscou                                       | 3 – 2     | Tottenham          | Stadium Oktyabr, Moscovo   |
| 13:00                  | Zhamaletdinov 59' · Oleynikov 66' · Kuchaev 90+3' | Relatório | Griffiths 39', 90' | Árbitro: EST Juri Frischer |

| 27 de setembro de 2016 | Monaco                   | 2 – 1     | Bayer Leverkusen | Stade de formation AS Monaco 1, La Turbie |
| 15:00                  | Cardona 45+3' (pen), 76' | Relatório | Akkaynak 13'     | Árbitro: ROU Marius Avram                 |

| 18 de outubro de 2016 | CSKA Moscou | 4 – 1     | Monaco | Stadium Oktyabr, Moscovo |
| 13:00                 |             | Relatório |        |                          |

| 18 de outubro de 2016 | Bayer Leverkusen | 3 – 1     | Tottenham | Ulrich Haberland Stadion, Leverkusen |
| 16:00                 |                  | Relatório |           |                                      |

| 2 de novembro de 2016 | Monaco | 0 – 5     | CSKA Moscou | Stade de formation AS Monaco 1, La Turbie |
| 15:00                 |        | Relatório |             |                                           |

| 2 de novembro de 2016 | Tottenham | 2 – 1     | Bayer Leverkusen | Tottenham Training Centre, Enfield |
| 15:00                 |           | Relatório |                  |                                    |

| 22 de novembro de 2016 | CSKA Moscou | 2 – 1     | Bayer Leverkusen | Stadium Oktyabr, Moscovo |
| 12:00                  |             | Relatório |                  |                          |

| 22 de novembro de 2016 | Monaco | 2 – 1     | Tottenham | Stade de formation AS Monaco 1, La Turbie |
| 15:00                  |        | Relatório |           |                                           |

| 7 de dezembro de 2016 | Bayer Leverkusen | 1 – 2     | Monaco | Ulrich Haberland Stadion, Leverkusen |
| 14:00                 |                  | Relatório |        |                                      |

| 7 de dezembro de 2016 | Tottenham | 0 – 0     | CSKA Moscou | Tottenham Training Centre, Enfield |
| 15:00                 |           | Relatório |             |                                    |

### Grupo F
| Pos. | Equipe            | Pts | J | V | E | D | GP | GC | SG |
| ---- | ----------------- | --- | - | - | - | - | -- | -- | -- |
| 1    | Real Madrid       | 13  | 6 | 1 | 0 | 0 | 2  | 0  | +2 |
| 2    | Borussia Dortmund | 8   | 6 | 0 | 1 | 0 | 1  | 1  | 0  |
| 3    | Sporting          | 6   | 6 | 0 | 1 | 0 | 1  | 1  | 0  |
| 4    | Légia Varsóvia    | 5   | 6 | 0 | 0 | 1 | 0  | 2  | −2 |

|                   | RM | DOR | SCP | LEG |
| ----------------- | -- | --- | --- | --- |
| Real Madrid       |    | –   | 1–1 | –   |
| Borussia Dortmund | –  |     | –   | –   |
| Sporting          | –  | –   |     | –   |
| Légia Varsóvia    | –  | 0–2 | –   |     |

### Grupo G
| Pos. | Equipe    | Pts | J | V | E | D | GP | GC | SG |
| ---- | --------- | --- | - | - | - | - | -- | -- | -- |
| 1    | Porto     | 12  | 6 | 1 | 0 | 0 | 4  | 1  | +3 |
| 2    | København | 12  | 6 | 1 | 0 | 0 | 2  | 1  | +1 |
| 3    | Brugge    | 10  | 6 | 0 | 0 | 1 | 1  | 2  | −1 |
| 4    | Leicester | 3   | 6 | 0 | 0 | 1 | 1  | 4  | −3 |

|           | LEI | FCP | BRU | COP |
| --------- | --- | --- | --- | --- |
| Leicester |     | –   | –   | –   |
| Porto     | –   |     | –   | 4–1 |
| Brugge    | 2–1 | –   |     | –   |
| København | –   | –   | –   |     |

### Grupo H
| Pos. | Equipe        | Pts | J | V | E | D | GP | GC | SG |
| ---- | ------------- | --- | - | - | - | - | -- | -- | -- |
| 1    | Sevilla       | 10  | 6 | 3 | 1 | 2 | 9  | 8  | +1 |
| 2    | Juventus      | 9   | 6 | 3 | 0 | 3 | 8  | 5  | +3 |
| 3    | Lyon          | 9   | 6 | 3 | 0 | 3 | 6  | 7  | −1 |
| 4    | Dínamo Zagreb | 7   | 6 | 2 | 1 | 3 | 7  | 10 | −3 |

|               | JUV | SEV | OL  | DZ  |
| ------------- | --- | --- | --- | --- |
| Juventus      |     | 2–1 | 0–1 | 0–1 |
| Sevilla       | 0–2 |     | 2–1 | 1–1 |
| Lyon          | 0–3 | 0–1 |     | 2–0 |
| Dínamo Zagreb | 2–1 | 2–4 | 1–2 |     |

## Caminho dos Campeões Nacionais

### Primeira rodada
| Equipe 1           | Total    | Equipe 2            | 1.º jogo | 2.º jogo |
| ------------------ | -------- | ------------------- | -------- | -------- |
| Nitra              | 2–8      | Málaga              | 2–3      | 0–5      |
| Puskás Akadémia    | 1–1 (gf) | PAOK                | 1–1      | 0–0      |
| APOEL              | 1–9      | Roma                | 0–3      | 1–6      |
| Domžale            | 2–5      | Čukarički           | 1–1      | 1-4      |
| Breiðablik         | 0–7      | Ajax                | 0–3      | 4-0      |
| HJK                | 0–1      | Cork City           | 0–0      | 0-1      |
| Anderlecht         | 1–3      | Midtjylland         | 0–0      | 1-3      |
| Rosenborg          | 3–1      | AIK                 | 0–0      | 3–1      |
| Viitorul Constanța | 5–1      | Sheriff Tiraspol    | 4–1      | 1–0      |
| Zrinjski Mostar    | 0–9      | Zurique             | 0–3      | 0–6      |
| Red Bull Salzburg  | 8–0      | Vardar              | 5–0      | 3-0      |
| Sparta Praga       | 9–0      | Mladost Podgorica   | 4–0      | 5–0      |
| Gabala             | 0–7      | Dínamo de Moscou    | 0–2      | 0–5      |
| Maccabi Haifa      | 8–2      | Shakhtyor Salihorsk | 5–0      | 3-2      |
| Dinamo Tbilisi     | 1–8      | Kairat              | 0–3      | 1–5      |
| Altınordu          | 6–1      | Levski Sofia        | 5–0      | 1–1      |

#### Partidas de ida
| 21 de setembro de 2016 | Gabala | 0 – 2     | Dínamo de Moscou          | Qäbälä Şähär Stadionu, Qabala |
| 17:00                  |        | Relatório | Kalugin 42' · Obolski 48' | Árbitro: TUR Alper Ulusoy     |

| 27 de setembro de 2016 | Red Bull Salzburg                                  | 5 – 0     | Vardar | Untersberg-Arena, Grödig |
| 18:00                  | Haidara 21', 33' · Berisha 43', 88' · Schlager 66' | Relatório |        | Árbitro: CRO Fran Jović  |

| 27 de setembro de 2016 | Anderlecht | 0 – 0     | Midtjylland | Constant Vanden Stock Stadium, Bruxelas |
| 19:00                  |            | Relatório |             | Árbitro: SRB Danilo Grujić              |

| 28 de setembro de 2016 | Sparta Praga                                             | 4 – 0     | Mladost Podgorica | FK Viktoria Žižkov, Praga |
| 14:00                  | Mustedanagić 20', 45+2' (pen) · Scekic 45' · Mareček 69' | Relatório |                   | Árbitro: SVK Filip Glova  |

| 28 de setembro de 2016 | APOEL | 0 – 3     | Roma                               | Makarion, Nicósia             |
| 15:00                  |       | Relatório | Tumminello 28', 29' · Spinozzi 78' | Árbitro: GRE Stavros Mantalos |

| 28 de setembro de 2016 | Altınordu                                               | 5 – 0     | Levski Sofia | Atatürk, Esmirna             |
| 17:00                  | Özfesli 33', 61' · Balakkiz 36' · Aktaş 50' · Durak 59' | Relatório |              | Árbitro: MDA Dumitri Muntean |

| 28 de setembro de 2016 | HJK | 0 – 0     | Cork City | Sonera, Helsínquia        |
| 18:00                  |     | Relatório |           | Árbitro: SWE Glenn Nyberg |

| 28 de setembro de 2016 | Rosenborg | 0 – 0     | AIK | Lerkendal Stadion, Trondheim |
| 18:00                  |           | Relatório |     | Árbitro: FIN Jari Järvinen   |

| 28 de setembro de 2016 | Nitra                 | 2 – 3     | Málaga                            | Štadión FC Nitra, Nitra    |
| 18:00                  | Balaj 14' · Fábry 57' | Relatório | Kuki 56', 87' · Boussefiane 90+2' | Árbitro: HUN Ferenc Karakó |

| 28 de setembro de 2016 | Domžale   | 1 – 1     | Čukarički | Športni park, Domžale       |
| 18:00                  | Žužek 54' | Relatório | Šarić 63' | Árbitro: UKR Yaroslav Kozyk |

| 28 de setembro de 2016 | Zrinjski | 0 – 3     | Zurique                  | NK Zrinjski, Mostar       |
| 18:00                  |          | Relatório | Rüegg 9', 76' · Aliu 33' | Árbitro: SVN Mitja Žganec |

| 28 de setembro de 2016 | Breiðablik | 0 – 3     | Ajax                                      | Kópavogsvöllur, Kópavogur |
| 18:00                  |            | Relatório | Sierhuis 5' · De Ligt 25' · D. De Wit 69' | Árbitro: FRO Alex Troleis |

| 28 de setembro de 2016 | Viitorul Constanța                     | 4 – 1     | Sheriff Tiraspol | Central Stadium Hagi Academy, Ovidiu |
| 18:00                  | Ciobanu 10', 65', 90+3' · Cicâldău 32' | Relatório | Căruntu 45pen'   | Árbitro: SVK Peter Kralović          |

| 28 de setembro de 2016 | Puskás Akadémia | 1 – 1     | PAOK             | Pancho stadium, Felcsut    |
| 18:00                  | Óvári 58'       | Relatório | Stathopoulos 75' | Árbitro: RUS Sergei Ivanov |

| 29 de setembro de 2016 | Dinamo Tbilisi | 0 – 3     | Kairat                           | Boris Paichadze, Tbilisi        |
| 18:00                  |                | Relatório | Kotov 55' · Bakhtiyarov 60', 72' | Árbitro: ARM Zaven Hovhannisyan |

| 5 de outubro de 2016 | Maccabi Haifa                                       | 5 – 0     | Shakhtyor Salihorsk | Sammy Ofer, Haifa                   |
| 17:00                | Awwad 42', 68' (pen), 74' · Zenati 71' · Bura 90+1' | Relatório |                     | Árbitro: GRE Alexandros Aretopoulos |

### Segunda rodada
| Equipe 1           | Total | Equipe 2         | 1.º jogo | 2.º jogo |
| ------------------ | ----- | ---------------- | -------- | -------- |
| PAOK               | 1–4   | Ajax             | 0–2      | 1-2      |
| Roma               | 4–1   | Cork City        | 3–1      | 1-0      |
| Málaga             | 2–4   | Midtjylland      | 2-0      | 0-4      |
| Rosenborg          | 2–1   | Čukarički        | 0-1      | 2-0      |
| Altınordu          | 8–5   | Sparta Praga     | 6-2      | 2-3      |
| Viitorul Constanța | 7–2   | Zurique          | 5–0      | 0-2      |
| Maccabi Haifa      | 1–1   | Dínamo de Moscou | 0–0      | 1-1      |
| Red Bull Salzburg  | 9–1   | Kairat           | 8-1      | 1-0      |

## Fase final

### Play-offs
Os play-offs colocaram frente a frente os 8 segundos classificados da fase de grupos, e os 8 vencedores da 2ª eliminatória do caminho dos campeões.
| Equipe 1           | Resultado   | Equipe 2          |
| ------------------ | ----------- | ----------------- |
| Red Bull Salzburg  | 1–1 (4–3 p) | Manchester City   |
| Midtjylland        | 1–1 (5–6 p) | Benfica           |
| Viitorul Constanța | 4–2         | Copenhagen        |
| Roma               | 1–2         | Monaco            |
| Rosenborg          | 1–0         | Basel             |
| Altınordu          | 0–2         | Atlético Madrid   |
| Maccabi Haifa      | 0–1         | Borussia Dortmund |
| Ajax               | 2–0         | Juventus          |

### Esquema
O sorteio da fase a eliminar (oitavas de final e seguintes) realizou-se a 10 de fevereiro de 2017, 13:00 CET, na sede da UEFA em Nyon.
|  | Oitavas de final | Oitavas de final    | Oitavas de final   |                    |                   | Quartas de final  | Quartas de final | Quartas de final |  |  | Semifinais | Semifinais | Semifinais |  |  | Final | Final | Final |  |
|  |                  |                     |                    |                    |                   |                   |                  |                  |  |  |            |            |            |  |  |       |       |       |  |
|  | 1                | Monaco              | 3                  |                    |                   |                   |                  |                  |  |  |            |            |            |  |  |       |       |       |  |
|  | 1                | Monaco              | 3                  |                    |                   |                   |                  |                  |  |  |            |            |            |  |  |       |       |       |  |
|  | 16               | Real Madrid         | 4                  |                    |                   |                   |                  |                  |  |  |            |            |            |  |  |       |       |       |  |
|  | 16               | Real Madrid         | 4                  |                    | Real Madrid       | Real Madrid       | 2                |                  |  |  |            |            |            |  |  |       |       |       |  |
|  |                  |                     |                    |                    | Real Madrid       | Real Madrid       | 2                |                  |  |  |            |            |            |  |  |       |       |       |  |
|  |                  |                     | Ajax               | Ajax               | 1                 |                   |                  |                  |  |  |            |            |            |  |  |       |       |       |  |
|  | 8                | Ajax                | Ajax               | Ajax               | 1                 | 3                 |                  |                  |  |  |            |            |            |  |  |       |       |       |  |
|  | 8                | Ajax                |                    |                    |                   |                   |                  |                  |  |  |            |            |            |  |  |       |       |       |  |
|  | 9                | Dynamo Kyiv         | 0                  |                    |                   |                   |                  |                  |  |  |            |            |            |  |  |       |       |       |  |
|  | 9                | Dynamo Kyiv         | 0                  |                    | Real Madrid       | Real Madrid       | 2                |                  |  |  |            |            |            |  |  |       |       |       |  |
|  |                  |                     |                    |                    |                   |                   |                  |                  |  |  |            |            |            |  |  |       |       |       |  |
|  |                  |                     | Benfica            | Benfica            | 4                 |                   |                  |                  |  |  |            |            |            |  |  |       |       |       |  |
|  | 5                | CSKA Moscou         | Benfica            | Benfica            | 4                 | 2                 |                  |                  |  |  |            |            |            |  |  |       |       |       |  |
|  | 5                | CSKA Moscou         |                    |                    |                   |                   |                  |                  |  |  |            |            |            |  |  |       |       |       |  |
|  | 12               | Rosenborg           | 1                  |                    |                   |                   |                  |                  |  |  |            |            |            |  |  |       |       |       |  |
|  | 12               | Rosenborg           | 1                  |                    | CSKA Moscou       | CSKA Moscou       | 0                |                  |  |  |            |            |            |  |  |       |       |       |  |
|  |                  |                     |                    |                    | CSKA Moscou       | CSKA Moscou       | 0                |                  |  |  |            |            |            |  |  |       |       |       |  |
|  |                  |                     | Benfica            | Benfica            | 2                 |                   |                  |                  |  |  |            |            |            |  |  |       |       |       |  |
|  | 4                | PSV Eindhoven       | Benfica            | Benfica            | 2                 | 1 (4)             |                  |                  |  |  |            |            |            |  |  |       |       |       |  |
|  | 4                | PSV Eindhoven       |                    |                    |                   |                   |                  |                  |  |  |            |            |            |  |  |       |       |       |  |
|  | 13               | Benfica             | 1 (5)              |                    |                   |                   |                  |                  |  |  |            |            |            |  |  |       |       |       |  |
|  | 13               | Benfica             | 1 (5)              |                    | Benfica           | Benfica           | 1                |                  |  |  |            |            |            |  |  |       |       |       |  |
|  |                  |                     |                    |                    |                   |                   |                  |                  |  |  |            |            |            |  |  |       |       |       |  |
|  |                  |                     | Red Bull Salzburg  | Red Bull Salzburg  | 2                 |                   |                  |                  |  |  |            |            |            |  |  |       |       |       |  |
|  | 6                | Barcelona           | Red Bull Salzburg  | Red Bull Salzburg  | 2                 | 4                 |                  |                  |  |  |            |            |            |  |  |       |       |       |  |
|  | 6                | Barcelona           |                    |                    |                   |                   |                  |                  |  |  |            |            |            |  |  |       |       |       |  |
|  | 11               | Borussia Dortmund   | 1                  |                    |                   |                   |                  |                  |  |  |            |            |            |  |  |       |       |       |  |
|  | 11               | Borussia Dortmund   | 1                  |                    | Barcelona         | Barcelona         | 2                |                  |  |  |            |            |            |  |  |       |       |       |  |
|  |                  |                     |                    |                    | Barcelona         | Barcelona         | 2                |                  |  |  |            |            |            |  |  |       |       |       |  |
|  |                  |                     | Porto              | Porto              | 1                 |                   |                  |                  |  |  |            |            |            |  |  |       |       |       |  |
|  | 3                | Porto               | Porto              | Porto              | 1                 | 3                 |                  |                  |  |  |            |            |            |  |  |       |       |       |  |
|  | 3                | Porto               |                    |                    |                   |                   |                  |                  |  |  |            |            |            |  |  |       |       |       |  |
|  | 14               | Viitorul Constanța  | 0                  |                    |                   |                   |                  |                  |  |  |            |            |            |  |  |       |       |       |  |
|  | 14               | Viitorul Constanța  | 0                  |                    | Barcelona         | Barcelona         | 1                |                  |  |  |            |            |            |  |  |       |       |       |  |
|  |                  |                     |                    |                    |                   |                   |                  |                  |  |  |            |            |            |  |  |       |       |       |  |
|  |                  |                     | Red Bull Salzburg  | Red Bull Salzburg  | 2                 |                   |                  |                  |  |  |            |            |            |  |  |       |       |       |  |
|  | 7                | Red Bull Salzburg   | Red Bull Salzburg  | Red Bull Salzburg  | 2                 | 5                 |                  |                  |  |  |            |            |            |  |  |       |       |       |  |
|  | 7                | Red Bull Salzburg   |                    |                    |                   |                   |                  |                  |  |  |            |            |            |  |  |       |       |       |  |
|  | 10               | Paris Saint-Germain | 0                  |                    |                   |                   |                  |                  |  |  |            |            |            |  |  |       |       |       |  |
|  | 10               | Paris Saint-Germain | 0                  |                    | Red Bull Salzburg | Red Bull Salzburg | 2                |                  |  |  |            |            |            |  |  |       |       |       |  |
|  |                  |                     |                    |                    | Red Bull Salzburg | Red Bull Salzburg | 2                |                  |  |  |            |            |            |  |  |       |       |       |  |
|  |                  |                     | Atlético de Madrid | Atlético de Madrid | 1                 |                   |                  |                  |  |  |            |            |            |  |  |       |       |       |  |
|  | 2                | Atlético de Madrid  | Atlético de Madrid | Atlético de Madrid | 1                 | 3                 |                  |                  |  |  |            |            |            |  |  |       |       |       |  |
|  | 2                | Atlético de Madrid  |                    |                    |                   |                   |                  |                  |  |  |            |            |            |  |  |       |       |       |  |
|  | 15               | Sevilla             | 2                  |                    |                   |                   |                  |                  |  |  |            |            |            |  |  |       |       |       |  |

### Semifinais
As semifinais foram disputadas a 21 de abril de 2017, no Estádio Colovray em Nyon, França.

### Final
A final foi disputada em 24 de abril de 2017, no Estádio Colovray em Nyon, França.

## Premiação
| Liga Jovem da UEFA de 2016–17 |
| Red Bull Salzburg             |
| ----------------------------- |
| Campeão (1° título)           |

## Estatísticas
Atualizado em 28 de setembro de 2016
| Pos. | Jogador        | Equipe              | Gols | Tempo jogando |
| ---- | -------------- | ------------------- | ---- | ------------- |
| 1    | Irvin Cardona  | Monaco              | 4    | 174'          |
| 2    | Andrei Ciobanu | Viitorul Constanța  | 3    | 90'           |
| 2    | Timothy Weah   | Paris Saint-Germain | 3    | 120'          |
| 2    | Rui Pedro      | Porto               | 3    | 165'          |

| Pos. | Jogador      | Equipe          | Assist. | Tempo jogando |
| ---- | ------------ | --------------- | ------- | ------------- |
| 1    | Dante Rigo   | PSV Eindhoven   | 3       | 176'          |
| 1    | Aaron Nemane | Manchester City | 3       | 180'          |
| 1    | Moussa Sylla | Monaco          | 3       | 180'          |